# Mona Lisa mosolya (film, 2003)
A Mona Lisa mosolya (eredeti cím: Mona Lisa Smile) 2003-ban bemutatott amerikai filmdráma, amelyet a Revolution Studios és a Columbia Pictures készített a Red Om Films Productions-szal együttműködve. Rendezője Mike Newell, írta Lawrence Konner és Mark Rosenthal, főszerepekben Julia Roberts, Kirsten Dunst, Julia Stiles és Maggie Gyllenhaal.
A film címe Leonardo da Vinci híres festményére, a Mona Lisára, valamint az eredetileg Nat King Cole által előadott azonos című dalra utal, amelyet Seal énekelt a filmre. Julia Roberts az alakításáért rekordnak számító, 25 millió amerikai dolláros gázsit kapott, a legmagasabbat, amit akkor egy színésznő keresett.

## Cselekmény
1953-ban Katherine Ann Watson, az UCLA és az Oakland állam művészettörténeti tanszékén végzett harmincas diplomása a nőket képző Wellesley College művészeti magánfőiskolán művészettörténet-oktatói állást kap, Massachusettsben. Első óráján rájön, hogy tanítványai már bemagolták a teljes tankönyvet, és a tananyagot kívülről fújják, ezért a későbbiekben megismerteti őket a modern művészettel, és olyan témák megbeszélésére ösztönzi őket, mint például a „jó művészet”. Megismeri tanítványait, és inspirálja őket arra, hogy többet érjenek el az életben, mint egy befutott fiatal férfiakkal kötött házasság.
Elizabeth "Betty" Warren a sznob és kimondottan konzervatív diák nem érti, hogy Katherine miért nincs férjnél, és ragaszkodik ahhoz, hogy a jó művészet számára egyetemes szabvány létezik. Szerkesztőségi cikkeket ír a főiskolai lap számára, az egyik ilyenben az egyetemi nővért, Amanda Armstrongot a promiszkuitás szószólójaként állítja be, mert a lányoknak óvszert osztogat. Ennek eredményeként a nővért elbocsátják. Más szerkesztők megtámadják Katherine-t, amiért azt szorgalmazza, hogy a nőknek is karrierre kell törekedniük ahelyett, hogy feleségek és anyák lennének. Betty alig várja, hogy feleségül vegye Spencer, amint azt szüleik megszervezték, és a szokásoknak megfelelően, házas nőként járjon tovább az osztályba. Katherine azonban ragaszkodik ahhoz, hogy érdemeik és tetteik alapján ítéljék meg őket, ami újabb konfliktusokat eredményez.
Constance "Connie" Baker randevúzni kezd Betty unokatestvérével, Charlie-val, de Betty meggyőzi, hogy a fiú csak kihasználja őt, amíg a szülei által megbeszélt házasságra nem lép Deb MacIntyre-rel. Connie szakít a fiúval, gondolván, hogy Betty története igaz. Néhány héttel később újra találkoznak, és Charlie elmondta, hogy ő már úgy döntött, s nem fogja feleségül venni Debet, így újra összejönnek.
Joan Brandwyn ügyvédi pályáról álmodozik, és joggyakornoknak jelentkezik, ezért Katherine arra ösztönzi, hogy menjen a Yale Law Schoolra. Fel is veszik, de ő úgy dönt, inkább eljátssza a háziasszony hagyományos szerepét. Azt mondja Katherine-nek, hogy a feleség- és anyaszerep választása nem teszi őt kevésbé intelligenssé.
Giselle Levy több szeretővel is próbálkozik, mivel liberális nézetei vannak a szexről. Csodálja Katherine-t, amiért a diákokat önállóságra neveli. Giselle kiváltja Betty ellenszenvét, akinek konzervatív nézetei ütköznek az ő liberális nézeteivel.
Katherine kikosarazza kaliforniai barátját, mert nem szereti őt eléggé, és találkozgatni kezd a Wellesley olasztanárával, Bill Dunbarttal, aki sármos és tele van történetekkel Európáról és a  második világháború alatt Olaszországban véghez vitt hősies cselekedeteiről. Diákokkal (köztük Giselle-lel) is volt dolga, ám Katherine megígérteti vele, hogy ez soha többé nem fog megtörténni. A kapcsolat előrehalad, de amikor Katherine megtudja, hogy Bill az egész háborút a Long Island-i Hadsereg Nyelvi Központjában töltötte, úgy dönt, hogy szakít vele, mert nem megbízható. Bill azt válaszolja, hogy Katherine nem azért jött Wellesley-be, hogy segítse a diákokat az eligazodásban, hanem azért, hogy az ő példáját kövessék.
Betty házassága szétesik, miután Spencer viszonyt folytat, és nem ért egyet anyjával, aki megparancsolja, hogy térjen vissza férjéhez. Lakásában meglátogatja Katherine-t, aki megvigasztalja. Betty viszont sajnálja, hogy rossz viselkedésével megbántotta őt. Végül Katherine hatására Betty beadja a válókeresetet, és lakást keres Greenwich Village-ben. Amikor Mrs. Warren szembesíti Bettyt azért, amit tett, kiderül az anyja iránt érzett csalódása, amiért nem támogatta, amikor segítségért ment hozzá. Megemlíti, hogy Katherine volt az egyetlen ember, aki törődött vele. Ezért elárulja, hogy saját élete lesz, jelentkezett a Yale-re, és szobát foglal Giselle-lel.
Katherine kurzusa nagy népszerűségnek örvend, ezért a főiskola visszahívja, de bizonyos feltételekkel: be kell tartania a tantervet, jóváhagyásra be kell nyújtania az óraterveket, szigorúan szakmai kapcsolatot tarthat csak fenn a többi oktatóval, és nem szabad másról beszélnie a lányokkal, mint a saját tantárgyáról. Katherine úgy dönt, elutazik, hogy felfedezze Európát. A végső jelenetben Betty utolsó szerkesztőségi cikkét Katherine-nek szenteli, azt állítva, hogy tanára „rendkívüli nő, aki példásan élt és arra kényszerített minket, hogy új szemmel lássuk a világot”. Ahogy Katherine taxin távozik, minden tanítványa kerékpáron követi, és Bettyt láthatjuk, ahogy lépést akar tartani a taxival.

## Szereplők
| Szerep                           | Színész             | Magyar hang       |
| -------------------------------- | ------------------- | ----------------- |
| Katherine Ann Watson             | Julia Roberts       | Tóth Enikő        |
| Elizabeth "Betty" Warren (Jones) | Kirsten Dunst       | Vadász Bea        |
| Joan Brandwyn (Donegal)          | Julia Stiles        | Kovács Patrícia   |
| Giselle Levy                     | Maggie Gyllenhaal   | Németh Borbála    |
| Amanda Armstrong                 | Juliet Stevenson    | Antal Olga        |
| Bill Dunbar                      | Dominic West        | Csankó Zoltán     |
| Constance "Connie" Baker         | Ginnifer Goodwin    | Nemes Takách Kata |
| Tommy Donegal                    | Topher Grace        |                   |
| Paul Moore                       | John Slattery       | Rosta Sándor      |
| Nancy Abbey                      | Marcia Gay Harden   | Vándor Éva        |
| Spencer Jones                    | Jordan Bridges      | Elek Ferenc       |
| Jocelyn Carr rektor              | Marian Seldes       | Tímár Éva         |
| Mrs. Warren                      | Donna Mitchell      |                   |
| Dr. Edward Staunton              | Terence Rigby       | Rudas István      |
| Susan Delacorte                  | Laura Allen         | Zsigmond Tamara   |
| esküvői énekes                   | Tori Amos           |                   |
| művészettörténész-hallgató       | Emily Bauer         |                   |
| Miss Albini                      | Lisa Roberts Gillan |                   |
| művészettörténész-hallgató       | Annika Marks        |                   |
| Charlie Stewart                  | Ebon Moss-Bachrach  | Karácsonyi Zoltán |
| művészettörténész-hallgató       | Lily Rabe           |                   |
| művészettörténész-hallgató       | Krysten Ritter      |                   |

## Filmben elhangzó dalok
| 1.    | Mona Lisa (Seal)                                            | 3:11 |
| 2.    | You Belong to Me (Tori Amos)                                | 3:03 |
| 3.    | Bewitched, Bothered and Bewildered (Céline Dion)            | 2:45 |
| 4.    | The Heart of Every Girl (Elton John)                        | 3:40 |
| 5.    | Santa Baby (Macy Gray)                                      | 3:29 |
| 6.    | Murder, He Says (Tori Amos)                                 | 3:22 |
| 7.    | Bésame mucho (Chris Isaak)                                  | 2:46 |
| 8.    | Secret Love (Mandy Moore)                                   | 3:40 |
| 9.    | What’ll I Do (Alison Krauss)                                | 3:12 |
| 10.   | Istanbul (Not Constantinople) (The Trevor Horn Orchestra)   | 2:26 |
| 11.   | Sh-Boom (Life Could Be a Dream) (The Trevor Horn Orchestra) | 2:49 |
| 12.   | I'm Beginning to See the Light (Kelly Rowland)              | 1:47 |
| 13.   | I’ve Got the World on a String (Lisa Stansfield)            | 2:20 |
| 14.   | Smile (Barbra Streisand)                                    | 4:17 |
| 15.   | Suite (Rachel Portman)                                      | 5:33 |
| 48:27 |                                                             |      |

## Bevétel
Első nyitóhétvégéjén a Mona Lisa Smile a 2. helyen nyitott az amerikai pénztárnál, és 11 528 498 dollárt hozott a Gyűrűk Ura: A király visszatér című film mögött. Forgalmazásának végére, miközben a film világszerte 141 337 989 dollárt keresett, az amerikai belföldi bruttó nem teljesítette 65 millió dolláros költségvetését, elmaradva 63 860 942 dollártól.

## Fogadtatás
A Mona Lisa mosolya vegyes és negatív kritikákat kapott a filmkritikusok részéről. Az összesített kritikai weboldal, a Rotten Tomatoes 152 értékelés alapján 34%-os „rothadt” minősítést ad a filmnek, átlagosan 4,93/10-es minősítéssel. A weboldal kritikusainak konszenzusa a következő: „Bár a Mona Lisa mosolya támogatja az akadályok lebontását, a film maga kiszámítható és biztonságos."  A Metacriticen a film súlyozott átlagos pontszáma 45 a 100-ból, 40 kritikus szavazata alapján, ami „vegyes vagy átlagos véleményeket” jelez.
Egy tipikus recenzióban az USA Today-en Claudia Puig azt írta: „ez a Dead Poets Society csajokkal, kényszerítő dráma és inspiráció nélkül … még Roberts sem meggyőző. Meglehetősen hiteltelen teljesítményt nyújt, mintha nem lenne teljes mértékben elkötelezett a szerep mellett… Ahelyett, hogy társadalmi történelmünk e sokkal korlátozottabb időszakának lenyűgöző feltárása lenne, a filmben egyszerűen anakronisztikusnak érzi magát. A film csak egy szilárd „C”-t érdemel a középszerűség és az elnémított vonzerő miatt.”  Elizabeth M. Tamny, a Chicago Reader kritikusa osztotta meg ezt a negatív értékelést: „A probléma része egyszerűen az, hogy a Mona Lisa mosolya hollywoodi film, és Hollywood nem képes jól ábrázolni az elme életét… És Julia Roberts nem jelent segítséget – vagy tetszett neki, vagy nem, de akárhogy is, ennek kevés köze van a tehetséghez. Nem annyira színész, mint inkább a komoly reakciók tárháza. A tény az… Ez megkönnyíti, hogy egy rendkívül fekete-fehér változatban a legkiemelkedőbb kérdése ez a filmnek: Tudnak-e a nők süteményt sütni és azt meg is enni? – mint próbálkozás, hogy választ adjon a jelenre.” 

## Fontosabb díjak, jelölések
| Egyesület                            | Kategória                                                    | Előadó                   | Eredmények |
| ------------------------------------ | ------------------------------------------------------------ | ------------------------ | ---------- |
| Critics Choice Movie Award           | legjobb dal                                                  | Elton John Bernie Taupin | Jelölve    |
| Golden Globe-díj                     | legjobb eredeti dal                                          | Elton John Bernie Taupin | Jelölve    |
| Phoenix Filmkritikusok Társasága díj | A korábban publikált vagy felvett zene legjobb felhasználása | N/A                      | Jelölve    |
| Satellite Award                      | legjobb eredeti dal                                          | Elton John               | Jelölve    |
| Teen Choice Award                    | Választott filmszínésznő – dráma / akció-kaland              | Julia Stiles             | Jelölve    |
| Teen Choice Award                    | Choice Movie – Sleazbag                                      | Kirsten Dunst            | Jelölve    |

## A Wellesley és a Wellesley alumnae reakciója
A főiskola hivatalos közleményt adott ki, amelyben elmagyarázta döntésüket, hogy engedélyezik a film forgatását az egyetemen.
Diana Chapman Walsh, a Wellesley főiskolai hallgatóihoz, a film kapcsán intézett üzenetében sajnálatát fejezte ki az általa kiváltott néhány reakció miatt, mivel az ötvenes évek számos hallgatója úgy érezte, hogy a film a Wellesley-t pontatlanul ábrázolja.

## Megjegyzés
1. ↑  Oakland State nem létezik, ez egy kitalált állam

## Fordítás
Ez a szócikk részben vagy egészben  a   Mona Lisa Smile című angol Wikipédia-szócikk ezen változatának fordításán alapul.  Az eredeti cikk szerkesztőit annak laptörténete sorolja fel. Ez a jelzés csupán a megfogalmazás eredetét és a szerzői jogokat jelzi, nem szolgál a cikkben szereplő információk forrásmegjelöléseként.